# Горелик, Лев Григорьевич
Лев Григорьевич Горелик (10 февраля 1928, Астрахань — 14 октября 2012, Саратов) — советский и российский актёр, режиссёр, автор стихов и юмористических сборников, сатирик, народный артист РСФСР (1982). Почётный гражданин Саратова (1996).

## Биография
Родился в Астрахани 10 февраля 1928 года в семье Григория Фаддеевича Горелика (1905—1976) и Софьи Борисовны Горелик (урождённой Шейндлы Берковны Шойхет; 1907—1983). Отец Льва Горелика был артистом, участником популярного в 1930-х — 1940 годах эстрадного дуэта «Братья Говорящие» под псевдонимом Герман Говорящий.
Окончил Московскую театральную студию под руководством Р. Захарова (курс А. А. Гончарова), в 1961 году закончил режиссёрские курсы при ГИТИСе. С 1948 по 1990 годы работал в Саратовской областной филармонии. Создатель и художественный руководитель открытого в 1963 году Театра миниатюр «Микро».

Надгробие Льва Горелика на Еврейском кладбище Саратова

Коллекционировал живописные полотна таких мастеров, как Геворг Григорян, Ладо Гудиашвили, Юрий Багдасаров, Тенгиз Соселия, Ариф Алескеров, Шота Лежава, Джемал Кухалашвили, Шмавон Мангасаров и других именитых мастеров Закавказья.
Умер в 2012 году. Похоронен на Еврейском кладбище в Саратове.

## Семья
Жена Людмила Равницкая-Горелик — певица, актриса театра. Дочери: Ирина Горелик — филолог, журналист, театральный режиссёр; Мария Горелик — актриса.

## Награды и звания
- Заслуженный артист РСФСР (1968)
- Народный артист РСФСР (1982 год)[1][6]
- Почётный гражданин города Саратова (1996 год)[1]
- Медаль ордена «За заслуги перед Отечеством» II степени (1997 год)
- Действительный член Академии российского искусства (1996 год)
- Член Творческого союза художников России и Международной федерации художников (2005 год)